# Desmoncus
Desmoncus é um género botânico pertencente à família Arecaceae.

## Espécies
- Desmoncus chinantlensis Liebm. ex Mart.
- Desmoncus cirrhifer A.H.Gentry & Zardini
- Desmoncus costaricensis (Kuntze) Burret
- Desmoncus giganteus A.J.Hend.
- Desmoncus horridus Splitg. ex Mart.
- Desmoncus interjectus A.J.Hend.
- Desmoncus kunarius de Nevers ex A.J.Hend.
- Desmoncus latisectus Burret
- Desmoncus leptoclonos Drude
- Desmoncus loretanus A.J.Hend.
- Desmoncus madrensis A.J.Hend.
- Desmoncus mitis Mart.
- Desmoncus moorei A.J.Hend.
- Desmoncus myriacanthos Dugand.
- Desmoncus obovoideus A.J.Hend.
- Desmoncus orthacanthos Mart.
- Desmoncus osensis A.J.Hend.
- Desmoncus parvulus L.H.Bailey
- Desmoncus polyacanthos Mart.
- Desmoncus prunifer Poepp. ex Mart.
- Desmoncus pumilus Trail.
- Desmoncus setosus Mart.
- Desmoncus stans Grayum & Nevers
- Desmoncus vacivus L.H.Bailey